# Storbritanniens Grand Prix 1999
Storbritanniens Grand Prix 1999 var det åttonde av 16 lopp ingående i formel 1-VM 1999.

## Resultat
1. David Coulthard, McLaren-Mercedes, 10 poäng
2. Eddie Irvine, Ferrari, 6
3. Ralf Schumacher, Williams-Supertec, 4
4. Heinz-Harald Frentzen, Jordan-Mugen Honda, 3
5. Damon Hill, Jordan-Mugen Honda, 2
6. Pedro Diniz, Sauber-Petronas, 1
7. Giancarlo Fisichella, Benetton-Playlife
8. Rubens Barrichello, Stewart-Ford
9. Jarno Trulli, Prost-Peugeot
10. Alexander Wurz, Benetton-Playlife
11. Alessandro Zanardi, Williams-Supertec
12. Johnny Herbert, Stewart-Ford
13. Olivier Panis, Prost-Peugeot
14. Jean Alesi, Sauber-Petronas
15. Marc Gené, Minardi-Ford
16. Toranosuke Takagi, Arrows

### Förare som bröt loppet
- Ricardo Zonta, BAR-Supertec (varv 41, upphängning)
- Mika Häkkinen, McLaren-Mercedes (35, hjul)
- Jacques Villeneuve, BAR-Supertec (29, bakaxel)
- Luca Badoer, Minardi-Ford (6, växellåda)
- Pedro de la Rosa, Arrows (0, växellåda)
- Michael Schumacher, Ferrari (0, snurrade av)